# 10523 D'Haveloose
10523 D'Haveloose este un asteroid din centura principală de asteroizi.

## Descriere
10523 D'Haveloose este un asteroid din centura principală de asteroizi. A fost descoperit pe 22 septembrie 1990 la Observatorul La Silla de Eric Walter Elst. Asteroidul prezintă o orbită caracterizată de o semiaxă mare de 2,28 ua, o excentricitate de 0,06 și o înclinație de 4,4° în raport cu ecliptica.